# Sântionlunca
Sântionlunca (węg. Szentivánlaborfalva) – wieś w Rumunii, w okręgu Covasna, w gminie Ozun. W 2011 roku liczyła 768 mieszkańców.